# Stebliw
Stebliw (ukr. Стеблів, pol. hist. Steblów) – osiedle typu miejskiego na Ukrainie, w obwodzie czerkaskim, w rejonie zwinogródzkim, nad Rosią.

## Historia
Miasto królewskie Stęblow położone było w pierwszej połowie XVII wieku w starostwie niegrodowym korsuńskim w województwie kijowskim.
Urodził się tu Stanisław Sochaczewski (ur. 27 sierpnia 1877, zm. 14 lipca 1953 w Penley w Walii) – podpułkownik kawalerii Armii Imperium Rosyjskiego i generał brygady Wojska Polskiego.
Status osiedla typu miejskiego od 1960 roku.
W 1989 liczyło 4763 mieszkańców.
W 2013 liczyło 3636 mieszkańców.

## Zamek
- Zamek w Steblowie -  wybudowany  przez Pawła Tetera[5]

## Dwór
Dzieje dworu w Steblowie opisane zostały szkicowo przez Michała Rolle. Do jego właścicieli należeli Józef Aleksander Jabłonowski, Onufry Hołowiński oraz jego syn Herman, ożeniony z Emilią Boreykówną. Ich gośćmi w Steblowie bywali często Ignacy Hołowiński, Wacław Boreyko, Michał Grabowski, Konstanty Świdziński, Gustaw Olizar, Konstanty Podwysocki. Pamiętniki z tego okresu nakreślili należący do grona domowników Chrząszczewski, Micowski i Wróblewski. Dnia 9 lutego 1825 zawitał do nich Adam Mickiewicz i bawił tam dwa tygodnie. Dzięki tej wizycie, nazwisko Hołowińskich wpisane jest do IV księgi Pana Tadeusza:
 Czy kwitnie gaj Mendoga pod farnym kościołem?
 I tam na Ukrainie, czy się dotąd wznosi
 Przed Hołowińskich domem, nad brzegami Rosi,
 Lipa tak rozrośniona, że pod jej cieniami
 Sto młodzieńców, sto panien szło w taniec parami?
 Pomniki nasze! Ileż co rok was pożera
 Kupiecka, lub rządowa moskiewska siekiera!
Zbiory Hermana Hołowińskiego przeniósł jego zięć, Konstanty Podwysocki około roku 1845 do Rycht na Podolu. Zachowała się tam także kopia będącego źródłem wielu cennych wiadomości o bywalcach Steblowa pamiętnika Antoniego Chrząszczewskiego.